# Petite-Forêt
Petite-Forêt är en kommun i departementet Nord i regionen Hauts-de-France i norra Frankrike. Kommunen ligger i kantonen Valenciennes-Nord som tillhör arrondissementet Valenciennes. År 2022 hade Petite-Forêt 5 058 invånare.

## Befolkningsutveckling
Antalet invånare i kommunen Petite-Forêt
| Referens: INSEE |